# Deutscher Rugby Club Hannover
Der Deutsche Rugby Club Hannover (DRC Hannover) ist ein Sportverein in Hannover. Der Schwerpunkt liegt in der Sportart Rugby Union, in der der Verein Herren-, Damen- und Jugendmannschaften betreibt.

## Beschreibung

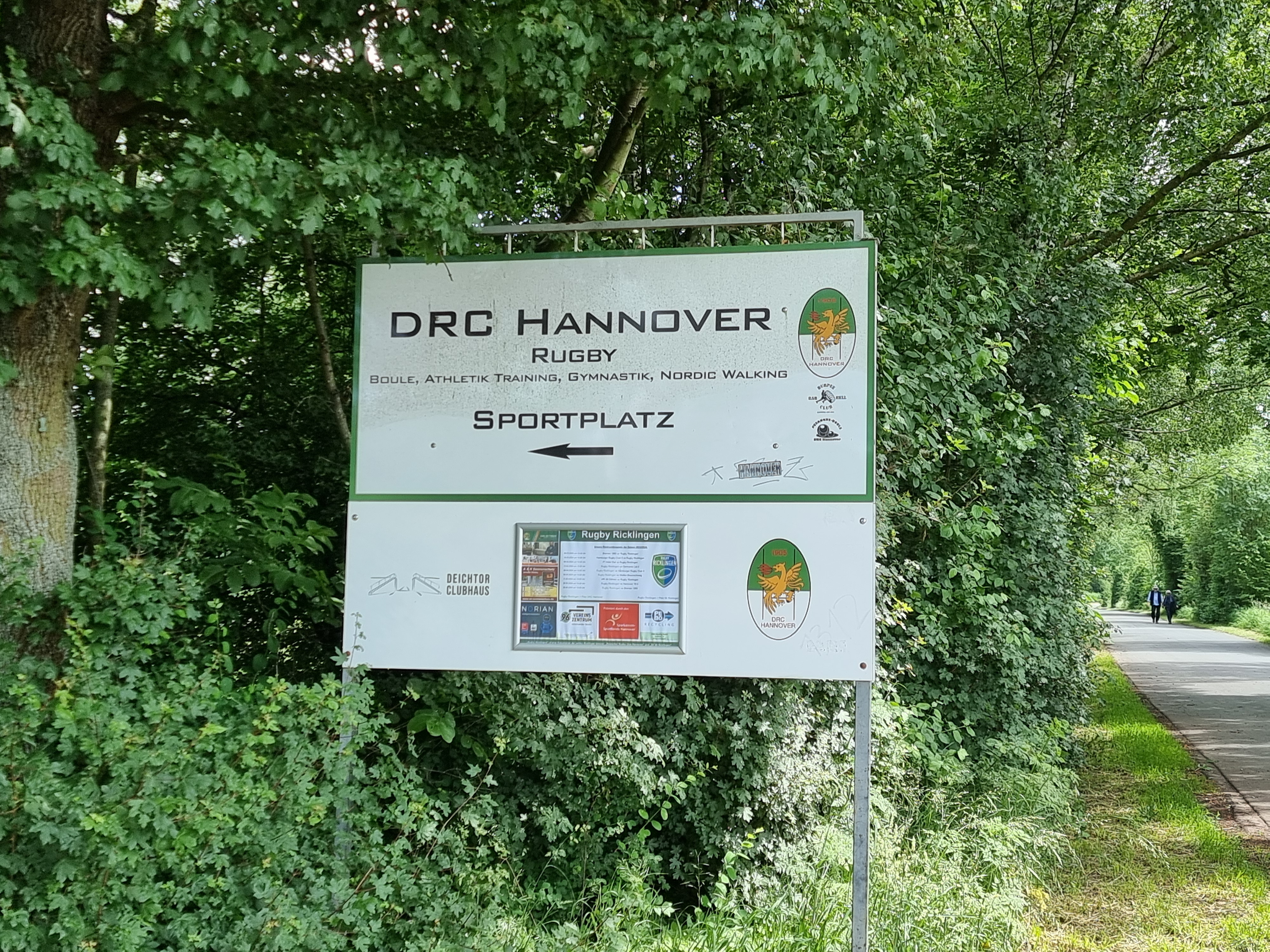
Wegweiser mit Logo des Deutschen Rugby Clubs Hannover

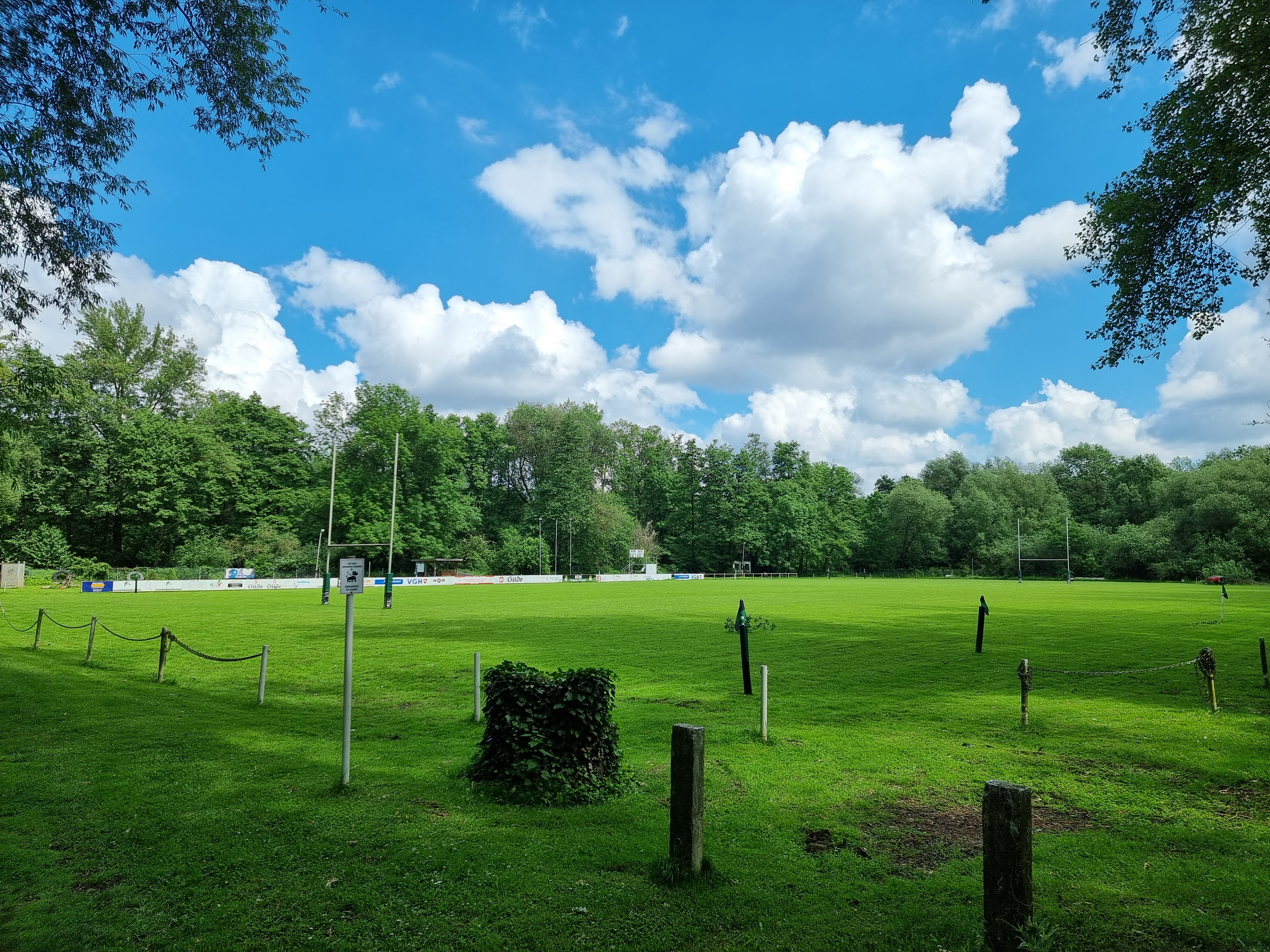
Spielfeld des DRC Hannover

Der DRC Hannover wurde 1905 in der damals noch nicht nach Hannover eingemeindeten Stadt Linden als SV 1905 Linden gegründet. Seit 1930 ist er an seinem heutigen Standort in der Ricklinger Masch ansässig. Aktuell (2023) spielt die Rugby-Mannschaft gemeinsam mit dem SV 1908 Ricklingen unter dem Namen SG Rugby Ricklingen in der zweitobersten, aber dennoch nur drittklassigen Regionalliga Nord (im Bereich Norddeutschland gibt es derzeit keine 2. Liga).

## Erfolge
Der DRC Hannover gewann im Herrenrugby 7-mal die deutsche Meisterschaft, das erste Mal 1988. Es folgten die Meisterschaften in den Jahren 1998–2002 und 2005.
Den DRV-Pokal gewann der DRC 2002, 2003 und 2006. Die Mannschaft gewann den Nord-West-Europacup 1999.